# Фринчешть-Коаста
Фринчешть-Коаста, Фринчешті-Коаста (рум. Frâncești-Coasta) — село у повіті Вилча в Румунії. Входить до складу комуни Муеряска.
Село розташоване на відстані 165 км на північний захід від Бухареста, 13 км на північний захід від Римніку-Вилчі, 105 км на північ від Крайови, 113 км на південний захід від Брашова.

## Населення
За даними перепису населення 2002 року у селі проживали 208 осіб, усі — румуни. Усі жителі села рідною мовою назвали румунську.